# Batalha de Bentonville
A Batalha de Bentonville (19–21 de março de 1865) foi um combate travado em Bentonville, Carolina do Norte, próximo a cidade de Four Oaks, como parte da Campanha das Carolinas, no contexto da Guerra Civil Americana. Foi a última batalha entre os exércitos do major-general William Tecumseh Sherman e as forças do general Joseph E. Johnston.
Após a bem sucedida Marcha ao Mar, as forças da União se moviam para trucidar os últimos bastiões de resistência do exército da Confederação. O general William Sherman decidiu levar suas tropas até as Carolinas, cortando as principais linhas de abastecimentos dos sulistas. A ala direita do exército de Sherman, sob comando de Oliver O. Howard, marchou para Goldsboro, enquanto a ala esquerda, sob o general H. W. Slocum, avançava contra as forças confederadas de Joseph Johnston. No primeiro dia de batalhas, os Conderados atacaram o Corpo XIV das forças da União e forçaram o recuo de duas de suas divisões, mas o restante das tropas de Sherman ficaram firme em suas posições e resistiram. No dia seguinte, com os reforços enviados por Sherman chegando na batalha, as lutas reduziram de intensidade. No terceiro dia, ocorreram mais combates, com a divisão do general Joseph A. Mower atacando a retaguarda das forças confederadas. Os sulistas conseguiram repelir os agressores e Sherman ordenou que Mower recuasse e unisse suas forças as deles. Johnston decidiu se retirar na noite seguinte, entregando o campo de batalha a União.
Com as tropas da União reforçando suas linhas e agora numericamente muito mais superiores aos dos Confederados, Johnston, que perdera muitos homens nas últimas semanas, decidiu se render a Sherman um mês mais tarde, em abril de 1865, em Bennett Place. Aliado a rendição de Robert E. Lee, no mesmo mês, a rendição do general Johnston representou o fim da resistência armada concisa da Confederação e marcou efetivamente o término da guerra civil.